# Pieptorren
De pieptorren, modderkevers of slijkzwemmers (Hygrobiidae) zijn een familie van kevers. De wetenschappelijke naam van de familie werd in 1879 voorgesteld door Maurice Auguste Régimbart.

## Geslachten
De familie is als volgt onderverdeeld:
- Hygrobia Latreille, 1804